# 컨피던스 (영화)
《컨피던스》(영어: Confidence)는 미국에서 제작된 제임스 폴리 감독의 2003년 하이스트 영화이다. 에드워드 번스, 레이철 바이스, 앤디 가르시아, 더스틴 호프먼 등이 출연하였고, 마이클 번스 등이 제작에 참여하였다.

## 줄거리
사기꾼 “빅 앨”이 총에 맞아 죽은 뒤 남은 동료들인 고도, 마일스, 그리고 실질적 리더인 제이크는 자신들이 최근 훔친 돈이 하필 로스앤젤레스 범죄 조직 두목 더 킹의 돈이었다는 걸 알게 된다.
셋은 자신들이 친 사고를 수습하기 위해 더 킹의 경쟁자이며 은행을 운영하는 모건 프라이스의 돈을 훔치기로 하고, 빅 앨의 빈자리에는 본래 단독으로 일하는 사기꾼 릴리를 끼운다.
그러나 제이크를 추적해 온 특수 요원 건서가 나타나면서 일이 복잡해지는데...

## 출연진
- 에드워드 번스 - 제이크 비그 역
- 레이철 바이스 - 릴리 역
- 앤디 가르시아 - 특수 요원 건서 뷰탠 역
- 더스틴 호프먼 - 윈스턴 “더 킹” 킹 역
- 폴 지어마티 - 고도 역
- 브라이언 밴홀트 - 마일스 역
- 프랭키 G - 루퍼스 역: 더 킹의 수하.
- 루이스 구스만 - 로스앤젤레스 경찰국 오마 맨재노 형사 역
- 도널 로그 - 로이드 휘트워스 형사 역
- 모리스 체스트넛 - 트래비스 역
- 루이 롬바디 - 앨폰스 “빅 앨” 무얼리 역
- 존 캐럴 린치 - 리언 애슈비 역
- 로버트 포스터 - 모건 프라이스 역
- 릴런드 오서 - 라이어널 돌비 역

## 제작
이 영화는 캘리포니아주 온타리오와 로스앤젤레스 할리우드의 디프 나이트클럽(Deep Nightclub)에서 촬영되었다.

## 기타 제작진
- 공동 제작: 존 사키
- 배역: 실라 재피, 조지앤 워컨
- 미술: 윌리엄 아널드
- 세트: 마리아 네이
- 의상: 미첼레 미첼

## 리메이크
이 영화는 2005년 볼리우드에서 파르딘 칸이 주연한 《Ek Khiladi Ek Haseena》(एक खिलाड़ी एक हसीना)로 리메이크되었다.

## 우리말 녹음
| SBS 성우진 (2009년 12월 26일) - 안지환 - 제이크(에드워드 번스) - 엄현정 - 릴리(레이철 바이스) - 장광 - 킹(더스틴 호프먼) - 김민석 - 뷰탠(앤디 가르시아) - 엄상현 - 고도(폴 지어마티) - 안장혁 - 맨재노(루이스 구스만) - 김용준 - 루퍼스(프랭키 G) / 앨(루이 롬바디) - 변영희 - 마일스(브라이언 밴홀트) - 송준석 - 트래비스(모리스 체스트넛) - 김지혜 - 니콜(니콜 마리 렌즈) - 방성준 - 휘트워스(도널 로그) / 그랜트(존 캐럴 린치) - 조현정 - 케이티(멀리사 로너) - 정영웅 - 라이어널(릴런드 오서) / 모건(로버트 포스터) / 할린(톰 리스터 주니어) | SBS 제작진 - 컴퓨터 그래픽 - 이승호 - CG - 한혜원 - 녹음 - 김흥배 - 종합 편집 - 양창주 - CM 운행·편집 - 백광제 - 번역 - 최익성 - 연출 - 배숙현 |  |